# Hessentag 1972
Der Hessentag 1972 fand vom 17. bis 25. Juni 1972 in Marburg an der Lahn statt und war die 12. Veranstaltung dieser Art.

## Vorbereitungen
Auf dem 11. Hessentag 1971 in Eschwege entschied sich die Hessische Landesregierung, den 12. Hessentag nach Marburg zu vergeben. Neben Marburg hatte sich Pfungstadt beworben, das den Hessentag 1973 zugesprochen bekam. Grund für die Entscheidung für Marburg war das im gleichen Jahr stattfindende 750-Jahre-Jubiläum der Stadt Marburg. Die urkundliche Ersterwähnung Marburgs als Stadt fällt in das Jahr 1222.
Unter Vorsitz des Oberbürgermeisters wurde ein Festausschuss eingesetzt, dem 12 Arbeitsgruppen zuarbeiteten. Schwerpunkte der Planung waren die Vorbereitung des Festzugs, die Sport- und Musikschau und die Wirtschaftsausstellung.
Wenn auch nicht offiziell als Vorbereitung zum Hessentag bzw. der Jubiläumsfeier deklariert, intensivierte die Stadt die Bemühung um eine Förderung der Altstadtsanierung. Mit städtischen Zuschüssen, die zwischen 40 und 50 % der Investitionssumme lagen, wurden insbesondere Fassadensanierungen von denkmalgeschützten Fachwerkhäusern der Altstadt initiiert. Das Programm war so stark nachgefragt, dass nicht alle Anträge von Hausbesitzern berücksichtigt werden konnten. Insgesamt wurden so 1971 bis 1972 140 Häuser saniert.
Nachdem 1971 mit großem Erfolg erstmals ein Hessentagspaar vorgestellt worden war, wurde dieses Thema in Marburg erneut aufgegriffen. Ein fünfjähriges Mädchen und ein sechsjähriger Junge in katholischer Marburger Tracht waren das zweite Hessentagspaar.

## Festprogramm
Die Landesausstellung "Wohnen und Freizeit" wurde am 18. Juni durch Ministerpräsident Albert Osswald eingeweiht. Am 20. Juni fand in der Stadthalle ein Violinenkonzert mit Nathan Milstein statt. Am 22. Juni übertrug der Hessische Rundfunk ab 20 Uhr unter dem Titel „Wir schalten um nach Marburg“ live eine Bürgerversammlung mit hessischen Politikern.
Ein Höhepunkt war die Musikschau im Großsportfeld am 24. Juni. Im Anschluss fand ein Höhenfeuerwerk statt.
Der Festumzug am 25. Juni 1972 wurde erstmals nach einem einheitlichen Konzept geplant. Dargestellt werden sollte die Geschichte Marburgs in chronologischer Reihenfolge und so die Aufmerksamkeit auf die 750-Jahr-Feier lenken. Das Motto des Festzuges war „Hessen – im Spiegel der Geschichte“. Der erste Teil des Zuges mit zwölf Nummern befasste sich mit „Marburg im Mittelalter“, die folgenden sechs Wagen stellten „Marburg und die Philipps-Universität im 16.–18. Jahrhundert“ danach folgten 23 Nummer über „Marburg im 19. und 20. Jahrhundert“. Danach folgten Gruppen und Wagen aus den hessischen Landkreisen. Insgesamt verfügte der Zug über 297 Nummern.

## Statistik
Die Landesregierung bezifferte die Kosten des Landes mit 300.000 DM. Hinzu kamen Aufwände der Stadt von 310.000 Euro. Die Besucherzahlen werden mit zwischen 250.000 und 485.340 (Angaben der Stadt aufgrund von Polizeischätzungen) angegeben. Der Hessentagszug lockte 200.000 Besucher, die Ausstellung Wohnen und Freizeit wurde von 120.000 Personen besucht, die internationale Sport- und Musikschau verkaufte 25.000 Eintrittskarten. Hinzu kamen noch viele 10.000 Besucher der Sport- und anderen Veranstaltungen.
In einer nicht-repräsentativen Umfrage unter 112 Besuchern (die so ausgewählt waren, dass jeweils die Hälfte Männer/Frauen und Marburger/Nicht-Marburger waren) gab jeder zweite an, das Interessanteste am Hessentag sei der Festumzug. 63,4 % der Befragten glaubten, der Hessentag stärke das hessische Heimatgefühl. Dazu trug auch bei, dass 54,46 % (bei 20,54 % Neinstimmen und 25 % ohne Antwort) der Befragten glaubten, der Hessentag sei ein alter Brauch (obwohl es gerade einmal die 12. Ausgabe war). Mit 85,71 % der Befragten gab eine breite Mehrheit an, dass auch in Zukunft Hessentage veranstaltet werden sollten.